# کارل آگوست فون اشتاینهایل
کارل آگوست فون اشتاینهایل (انگلیسی: Carl August von Steinheil؛ زاده ۱۲ اکتبر ۱۸۰۱ درگذشته ۱۴ سپتامبر ۱۸۷۰) یک فیزیکدان، مخترع، مهندس و اخترشناس اهل آلمان بود.
اشتاینهایل در ریبوویله، آلزاس به دنیا آمد. او از سال ۱۸۲۱ در ارلانگن در رشته حقوق تحصیل کرد. سپس در گوتینگن و کونیگسبرگ به تحصیل نجوم پرداخت. او تحصیلات خود را در نجوم و فیزیک ادامه داد و در عمارت پدرش در پرلاخزیک (Perlachseck) نزدیک مونیخ زندگی کرد. از سال ۱۸۳۲ تا ۱۸۴۹، اشتاینهایل استاد ریاضیات و فیزیک در دانشگاه مونیخ بود.
در ژوئیه ۱۸۳۹، اشتاینهایل یک فرایند عکاسی را در کاخ نیمفنبورگ در حضور ملکه ترز به نمایش گذاشت. چندین عکس توسط اشتاینهایل در سراسر آوریل و تابستان ۱۸۳۹ به نمایش گذاشته شده بود. این فرایند معمولاً به اشتاینهایل نسبت داده می‌شود، اما تحقیقات منتشر شده در سال ۲۰۲۴ نشان داد که اولین نگاتیوهای کاغذی در واقع توسط ولفگانگ فرانتس فون کوبل در سال ۱۸۳۷ و بدون دخالت اشتاینهایل ایجاد شده‌اند.
اشتاینهایل یکی از اولین کسانی بود که از داگرئوتایپ در آلمان استفاده کرد. در دسامبر ۱۸۳۹، او اولین دوربین فلزی قابل حمل را در جهان ساخت. این دوربین نوزده برابر کوچکتر از دوربین فروخته شده توسط داگر بود. حداقل ده عدد از این دوربین‌ها ساخته شده است.